# Вукол, епископ Смирнский
Вуко́л (др.-рус. Вику́лъ, Вику́ла, др.-греч. Βουκόλος, ? — ок. 100—105) — святой Православной и Католической церкви, епископ Смирнской церкви.
О жизни Вукола известно очень немного. Различные источники дают разные сведения о жизни Вукола.
Согласно анонимному «Житию священномученика Поликарпа, епископа Смирнского», приписываемому Псевдо-Пионию (IV век) (Bibliotheca Hagiographica Graeca, № 1561), Вукол был рукоположён во епископа города Смирны апостолом Павлом.
Согласно «Житию св. Вукола» в Минологии Василия II (конец X века) и «Житию» в Синаксаре Константинопольской церкви (X век), Вукол являлся учеником апостола и евангелиста Иоанна Богослова, который сделал его епископом Смирнской церкви. Затем Вукол рукоположил в Смирну священномученика Поликарпа.
В Минологии Василия II и в Синаксаре Константинопольской сказано, что после смерти Вукола на его могиле выросло миртовое дерево, приносившее исцеление от болезней. Согласно «Церковной истории» Евсевия Кесарийского, Поликарп Смирнский поставлен апостолами.

## Тропарь преподобному Вуколу, епископу Смирнскому
Глас 4-й:

Пра́вило ве́ры и о́браз кро́тости,/ воздержа́ния учи́теля/ яви́ тя ста́ду твоему́,/ я́же веще́й и́стина,/ сего́ ра́ди стяжа́л еси́ смире́нием высо́кая,/ нището́ю бога́тая./ О́тче Вуко́ле,/ моли́ Христа́ Бо́га,// спасти́ся душа́м на́шим.